# Південно-Західна Фрисландія
Південно-Західна Фрисландія (нід. Zuidwest-Friesland, фриз. Súdwest-Fryslân) — громада в провінції Фрисландія (Нідерланди).

## Історія
Громада була утворена 1 січня 2011 роки шляхом об'єднання громад Болсвард, Ньївфюрд, Снек, Вонсерадел та Вімбіртсерадел.

## Географія
Територія громади займає 815,97 км², з яких 433,09 км² — суша і 322,88 км² — водна поверхня. Станом на лютий 2020 року у громаді мешкає 89 933 особи.

## Визначні уродженці
- Менно Сімонс (1496 у Вітмарсюмі – 1561) лідер анабаптистського руху в Нідерландах у XVI століття[4]
- Віллем де Сіттер (1872 в Снеку – 1934) — нідерландський математик, фізик і астроном
- Роналд Зоодсма (нар. 1966 в Снеку) — нідерландський волейбольний тренер, колишній волейболіст
- Пітер Гойстра (нар. 1967 в Гоензі) — нідерландський футболіст, що грав на позиції нападника, а також футбольний тренер
- Нік де Вріс (нар. 1995 в Снеку) — нідерландський гонщик, який виступав у Формулі-1